# Eucnide
Eucnide, biljni rod iz porodice Loasaceae, dio reda Cornales. Sastoji se od 14 vrsta jednogodišnjeg raslinja  rasprostranjenih od Gvatemale na jugu do Teksasa i jugozapada SAD-a
Rod je opisan u Index Seminum (M, Monacensis) 1844: 4 (1844)

## Vrste
1. Eucnide aurea (A.Gray) H.J.Thomps. & W.R.Ernst
2. Eucnide bartonioides Zucc.
3. Eucnide chiapasana B.L.Turner
4. Eucnide cordata (Kellogg) Kellogg ex Curran
5. Eucnide durangensis H.J.Thomps. & A.M.Powell
6. Eucnide floribunda S.Watson
7. Eucnide grandiflora (Groenland) Rose
8. Eucnide hirta (Pav. ex G.Don) H.J.Thomps. & W.R.Ernst
9. Eucnide hypomalaca Standl.
10. Eucnide lobata (Hook.) A.Gray
11. Eucnide rupestris (Baill.) H.J.Thomps. & W.R.Ernst
12. Eucnide tenella (I.M.Johnst.) H.J.Thomps. & W.R.Ernst
13. Eucnide urens Parry ex Coville
14. Eucnide xylinea C.H.Mull.

## Sinonimi
- Sympetaleia A.Gray; Proc. Amer. Acad. Arts 12: 161 (1877)
- Loasella Baill.; Bull. Soc. Linn. Paris 1: 650 (1886)
- Microsperma Hook.; Hooker´s Icon. Pl. 3: t. 234 (1839)